# 소니 다이내믹 디지털 사운드
소니 다이내믹 디지털 사운드(Sony Dynamic Digital Sound, SDDS, 일본어: ソニーダイナミックデジタルサウンド)는 1994년 SDDS사 (현재의 Sony Cinema Products Corporation)에서 개발한 음성의 부호화 방식 및 극장용 음향시스템 손실 오디오 압축 기술의 총칭이다. DTS와 돌비 디지털과 경쟁하고 있다. 5.1채널과 7.1채널이 있으며 ATRAC로 압축한다. 재생 신호는 주파수 대역 20-20000hz, 다이나믹 레인지 90dB이하 채널 분리도는 80dB이상 최대 비트 레이트는 1,280 kbps이다. 현재 소비자용을 위한 포맷은 없으며 극장용만 존재한다.

## 같이 보기
- 소니